# Maite Kelly/Diskografie
Diese Diskografie ist eine Übersicht über die musikalischen Werke der US-amerikanischen Pop- und Schlagersängerin Maite Kelly. Den Quellenangaben und Schallplattenauszeichnungen zufolge hat sie bisher mehr als 3,1 Millionen Tonträger verkauft. Ihre erfolgreichste Veröffentlichung ist die Autorenbeteiligung An Angel (The Kelly Family) mit über 950.000 verkauften Einheiten.
In Deutschland zählen die Lieder Warum hast du nicht nein gesagt und Sieben Leben für dich, mit 765.000 beziehungsweise 200.000 verkauften Einheiten, zu den meistverkauften Schlagern des Landes der 2010er-Jahre.

## Alben

### Studioalben
| Jahr | Titel Musiklabel                        | Höchstplatzierung, Gesamtwochen, AuszeichnungChartplatzierungen (Jahr, Titel, Musiklabel, Platzierungen, Wochen, Auszeichnungen, Anmerkungen) | Höchstplatzierung, Gesamtwochen, AuszeichnungChartplatzierungen (Jahr, Titel, Musiklabel, Platzierungen, Wochen, Auszeichnungen, Anmerkungen) | Höchstplatzierung, Gesamtwochen, AuszeichnungChartplatzierungen (Jahr, Titel, Musiklabel, Platzierungen, Wochen, Auszeichnungen, Anmerkungen) | Höchstplatzierung, Gesamtwochen, AuszeichnungChartplatzierungen (Jahr, Titel, Musiklabel, Platzierungen, Wochen, Auszeichnungen, Anmerkungen) | Anmerkungen                                                |
| Jahr | Titel Musiklabel                        | DE | AT | CH | UK | Anmerkungen                                                |
| ---- | --------------------------------------- | --- | --- | --- | --- | ---------------------------------------------------------- |
| 2011 | Das volle Programm Polydor (UMG)        | DE23 (5 Wo.)DE | — | — | — | Erstveröffentlichung: 16. September 2011                   |
| 2013 | Wie ich bin Seven Days Records (Sony)   | DE87 (1 Wo.)DE | — | — | — | Erstveröffentlichung: 29. März 2013                        |
| 2016 | Sieben Leben für dich Electrola (UMG)   | DE8 ×3Dreifachgold · (76 Wo.)DE | AT8 (77 Wo.)AT | CH23 (22 Wo.)CH | — | Erstveröffentlichung: 14. Oktober 2016 Verkäufe: + 300.000 |
| 2018 | Die Liebe siegt sowieso Electrola (UMG) | DE3 Platin · (46 Wo.)DE | AT4 Gold · (40 Wo.)AT | CH4 (19 Wo.)CH | — | Erstveröffentlichung: 12. Oktober 2018 Verkäufe: + 207.500 |
| 2021 | Hello! Electrola (UMG)                  | DE1 Gold · (34 Wo.)DE | AT1 (26 Wo.)AT | CH3 (12 Wo.)CH | — | Erstveröffentlichung: 19. März 2021 Verkäufe: + 100.000    |
| 2024 | Nur Liebe Electrola (UMG)               | DE2 (11 Wo.)DE | AT2 (3 Wo.)AT | CH4 (5 Wo.)CH | — | Erstveröffentlichung: 28. März 2024                        |

### Kompilationen
| Jahr | Titel Musiklabel                                     | Höchstplatzierung, Gesamtwochen, AuszeichnungChartplatzierungen (Jahr, Titel, Musiklabel, Platzierungen, Wochen, Auszeichnungen, Anmerkungen) | Höchstplatzierung, Gesamtwochen, AuszeichnungChartplatzierungen (Jahr, Titel, Musiklabel, Platzierungen, Wochen, Auszeichnungen, Anmerkungen) | Höchstplatzierung, Gesamtwochen, AuszeichnungChartplatzierungen (Jahr, Titel, Musiklabel, Platzierungen, Wochen, Auszeichnungen, Anmerkungen) | Höchstplatzierung, Gesamtwochen, AuszeichnungChartplatzierungen (Jahr, Titel, Musiklabel, Platzierungen, Wochen, Auszeichnungen, Anmerkungen) | Anmerkungen                          |
| Jahr | Titel Musiklabel                                     | DE | AT | CH | UK | Anmerkungen                          |
| ---- | ---------------------------------------------------- | --- | --- | --- | --- | ------------------------------------ |
| 2023 | Love, Maite – das Beste … bis jetzt! Electrola (UMG) | DE5 (16 Wo.)DE | AT3 (4 Wo.)AT | CH5 (4 Wo.)CH | — | Erstveröffentlichung: 21. April 2023 |

### EPs
| Jahr | Titel Musiklabel                  | Anmerkungen                |
| ---- | --------------------------------- | -------------------------- |
| 2009 | The Unofficial Album Selbstverlag | Erstveröffentlichung: 2009 |

### Kinderalben
| Jahr | Titel Musiklabel                                              | Anmerkungen                           |
| ---- | ------------------------------------------------------------- | ------------------------------------- |
| 2014 | Die schönsten Kinderlieder mit Maite Kelly Deltamusic (Delta) | Erstveröffentlichung: 3. Oktober 2014 |

## Singles
| Jahr | Titel Album                                                                                    | Höchstplatzierung, Gesamtwochen, AuszeichnungChartplatzierungen (Jahr, Titel, Album, Platzierungen, Wochen, Auszeichnungen, Anmerkungen) | Höchstplatzierung, Gesamtwochen, AuszeichnungChartplatzierungen (Jahr, Titel, Album, Platzierungen, Wochen, Auszeichnungen, Anmerkungen) | Höchstplatzierung, Gesamtwochen, AuszeichnungChartplatzierungen (Jahr, Titel, Album, Platzierungen, Wochen, Auszeichnungen, Anmerkungen) | Höchstplatzierung, Gesamtwochen, AuszeichnungChartplatzierungen (Jahr, Titel, Album, Platzierungen, Wochen, Auszeichnungen, Anmerkungen) | Anmerkungen                                                                       |
| Jahr | Titel Album                                                                                    | DE | AT | CH | UK | Anmerkungen                                                                       |
| ---- | ---------------------------------------------------------------------------------------------- | --- | --- | --- | --- | --------------------------------------------------------------------------------- |
| 2012 | Wenn ich dich küss –                                                                           | — | — | — | — | Erstveröffentlichung: 1. Juni 2012 Original: Caro Emerald – A Night Like This     |
| 2012 | Little Drummer Girl –                                                                          | — | — | — | — | Erstveröffentlichung: 23. Oktober 2012 Original: Traditional – Little Drummer Boy |
| 2013 | Du glaubst du kennst mich Wie ich bin                                                          | — | — | — | — | Erstveröffentlichung: 15. März 2013                                               |
| 2013 | So wie du bist Das Märchen von der Prinzessin, die unbedingt in einem Märchen vorkommen wollte | — | — | — | — | Erstveröffentlichung: 19. April 2013                                              |
| 2014 | Warum hast du nicht nein gesagt Seelenbahnen • Sieben Leben für dich                           | DE55 ×5Fünffachgold · (12 Wo.)DE | AT42 Gold · (6 Wo.)AT | CH81 (1 Wo.)CH | — | Erstveröffentlichung: 12. September 2014 Verkäufe: + 765.000; mit Roland Kaiser   |
| 2016 | Sieben Leben für dich                                                                          | DE60 Gold · (1 Wo.)DE | AT60 (1 Wo.)AT | CH82 (1 Wo.)CH | — | Erstveröffentlichung: 9. September 2016 Verkäufe: + 200.000                       |
| 2017 | Es war noch nie so schön Sieben Leben für dich                                                 | — | — | — | — | Erstveröffentlichung: 10. März 2017                                               |
| 2017 | Jetzt oder nie Sieben Leben für dich                                                           | — | — | — | — | Erstveröffentlichung: 18. August 2017                                             |
| 2018 | Die Liebe siegt sowieso                                                                        | — | — | — | — | Erstveröffentlichung: 7. September 2018                                           |
| 2018 | Zeit ist jetzt Die Baby Hummel Bommel – Gute Nacht                                             | — | — | — | — | Erstveröffentlichung: 14. September 2018                                          |
| 2018 | Wenn ich liebe Die Liebe siegt sowieso                                                         | — | — | — | — | Erstveröffentlichung: 5. Oktober 2018                                             |
| 2019 | Heute Nacht für immer Die Liebe siegt sowieso                                                  | — | — | — | — | Erstveröffentlichung: 18. Januar 2019                                             |
| 2019 | Dass es uns noch gibt Die Liebe siegt sowieso (Die Herz Edition)                               | — | — | — | — | Erstveröffentlichung: 4. Oktober 2019                                             |
| 2020 | Liebe lohnt sich Die Liebe siegt sowieso                                                       | DE— aDE | — | — | — | Erstveröffentlichung: 10. April 2020                                              |
| 2020 | Ich dreh mich nie wieder um Die Liebe siegt sowieso                                            | — | — | — | — | Erstveröffentlichung: 31. Juli 2020                                               |
| 2021 | Einfach Hello Hello!                                                                           | DE— bDE | — | — | — | Erstveröffentlichung: 8. Januar 2021                                              |
| 2021 | Solang die Sehnsucht in mir lebt Hello!                                                        | — | — | — | — | Erstveröffentlichung: 26. Februar 2021                                            |
| 2021 | Ich bin bereit Hello! (Special Bonus Edition)                                                  | — | — | — | — | Erstveröffentlichung: 27. August 2021                                             |
| 2021 | Ich steh dazu Hello! (Special Bonus Edition)                                                   | — | — | — | — | Erstveröffentlichung: 5. November 2021                                            |
| 2022 | Was wäre, wenn Hello!                                                                          | DE— cDE | — | — | — | Erstveröffentlichung: 25. März 2022                                               |
| 2022 | Rosen sind rot Love, Maite – das Beste … bis jetzt!                                            | — | — | — | — | Erstveröffentlichung: 2. Dezember 2022 Original: The Kelly Family – Roses of Red  |
| 2023 | Ich brauch einen Mann Love, Maite – das Beste … bis jetzt!                                     | — | — | — | — | Erstveröffentlichung: 13. Januar 2023                                             |
| 2023 | Flieg mit mir (Püttchen-Song) Nur Liebe                                                        | — | — | — | — | Erstveröffentlichung: 22. September 2023                                          |
| 2023 | Das tut sich doch keiner freiwillig an Nur Liebe                                               | — | — | — | — | Erstveröffentlichung: 13. Oktober 2023                                            |
| 2024 | Ich sing meine Lieder Nur Liebe                                                                | — | — | — | — | Erstveröffentlichung: 2. Februar 2024                                             |
| 2024 | Silvester-Party-Medley Nur Liebe (XXL Edition)                                                 | — | — | — | — | Erstveröffentlichung: 31. Dezember 2024                                           |
| 2025 | Der Mann an der Geige Nur Liebe (XXL Edition)                                                  | — | — | — | — | Erstveröffentlichung: 10. Januar 2025                                             |

## Musikvideos
| Jahr | Titel                                  | Regisseur(e)        |
| ---- | -------------------------------------- | ------------------- |
| 2011 | So wie man tanzt so liebt man          | Alexander Diezinger |
| 2013 | Du glaubst du kennst mich              | Daniel Zlotin       |
| 2014 | Warum hast du nicht nein gesagt        |                     |
| 2016 | Sieben Leben für dich                  |                     |
| 2016 | Es war noch nie so schön               |                     |
| 2016 | Jetzt oder nie                         |                     |
| 2018 | Die Liebe siegt sowieso                |                     |
| 2018 | Mädchen gegen Jungs                    | Johannes Huth       |
| 2018 | Heute Nacht für immer                  |                     |
| 2018 | Liebe lohnt sich                       |                     |
| 2019 | Dass es uns noch gibt                  | Oliver Sommer       |
| 2019 | Everytime We Touch                     |                     |
| 2021 | Einfach Hello                          |                     |
| 2021 | Ich steh dazu                          |                     |
| 2023 | Ich brauch einen Mann                  | Oliver Sommer       |
| 2023 | Flieg mit mir (Püttchen-Song)          |                     |
| 2023 | Das tut sich doch keiner freiwillig an |                     |
| 2024 | Es ist einfach passiert                |                     |
| 2025 | Der Mann an der Geige                  |                     |

## Autorenbeteiligungen
Maite Kelly als Autorin in den Charts

| Jahr | Titel Interpretation                                          | Höchstplatzierung, Gesamtwochen, AuszeichnungChartplatzierungen (Jahr, Titel, Interpretation, Platzierungen, Wochen, Auszeichnungen, Anmerkungen) | Höchstplatzierung, Gesamtwochen, AuszeichnungChartplatzierungen (Jahr, Titel, Interpretation, Platzierungen, Wochen, Auszeichnungen, Anmerkungen) | Höchstplatzierung, Gesamtwochen, AuszeichnungChartplatzierungen (Jahr, Titel, Interpretation, Platzierungen, Wochen, Auszeichnungen, Anmerkungen) | Höchstplatzierung, Gesamtwochen, AuszeichnungChartplatzierungen (Jahr, Titel, Interpretation, Platzierungen, Wochen, Auszeichnungen, Anmerkungen) | Anmerkungen                                                  |
| Jahr | Titel Interpretation                                          | DE | AT | CH | UK | Anmerkungen                                                  |
| ---- | ------------------------------------------------------------- | --- | --- | --- | --- | ------------------------------------------------------------ |
| 1994 | An Angel The Kelly Family                                     | DE2 ×3Dreifachgold · (27 Wo.)DE | AT1 Platin · (20 Wo.)AT | CH2 (23 Wo.)CH | UK69 (1 Wo.)UK | Erstveröffentlichung: 28. Juni 1994 Verkäufe: + 950.000      |
| 1995 | Why Why Why The Kelly Family                                  | DE26 (12 Wo.)DE | AT16 (8 Wo.)AT | CH34 (3 Wo.)CH | — | Erstveröffentlichung: 6. Februar 1995                        |
| 1995 | Roses of Red The Kelly Family                                 | DE15 (21 Wo.)DE | — | CH21 (11 Wo.)CH | — | Erstveröffentlichung: 22. Mai 1995                           |
| 1995 | First Time The Kelly Family                                   | DE19 (18 Wo.)DE | AT16 (12 Wo.)AT | CH19 (10 Wo.)CH | — | Erstveröffentlichung: 2. Oktober 1995                        |
| 1996 | I Can’t Help Myself (I Love You, I Want You) The Kelly Family | DE1 Platin · (25 Wo.)DE | AT2 Gold · (20 Wo.)AT | CH1 Gold · (24 Wo.)CH | — | Erstveröffentlichung: 18. Juli 1996 Verkäufe: + 600.000      |
| 1996 | Every Baby The Kelly Family                                   | DE13 (11 Wo.)DE | AT9 (11 Wo.)AT | CH5 (8 Wo.)CH | — | Erstveröffentlichung: 22. November 1996                      |
| 1997 | Fell In Love with an Alien The Kelly Family                   | DE15 (12 Wo.)DE | AT15 (11 Wo.)AT | CH14 (6 Wo.)CH | — | Erstveröffentlichung: 13. Februar 1997                       |
| 1997 | Nanana The Kelly Family                                       | DE17 (7 Wo.)DE | AT23 (7 Wo.)AT | CH6 (6 Wo.)CH | — | Erstveröffentlichung: 23. Mai 1997 Neuauflage: 10. März 2017 |
| 1997 | When the Boys Come into Town The Kelly Family                 | DE37 (9 Wo.)DE | AT29 (5 Wo.)AT | CH32 (3 Wo.)CH | — | Erstveröffentlichung: 7. Juli 1997                           |
| 1997 | Because It’s Love The Kelly Family                            | DE3 (10 Wo.)DE | AT2 (11 Wo.)AT | CH2 (11 Wo.)CH | — | Erstveröffentlichung: 29. August 1997                        |
| 1998 | One More Song The Kelly Family                                | DE19 (8 Wo.)DE | AT23 (6 Wo.)AT | CH32 (3 Wo.)CH | — | Erstveröffentlichung: 29. Januar 1998                        |
| 1998 | I Will Be Your Bride The Kelly Family                         | DE14 (7 Wo.)DE | AT14 (6 Wo.)AT | CH19 (5 Wo.)CH | — | Erstveröffentlichung: 28. September 1998                     |
| 1999 | Oh, It Hurts The Kelly Family                                 | DE57 (2 Wo.)DE | — | — | — | Erstveröffentlichung: 1. Februar 1999                        |
| 1999 | The Children of Kosovo The Kelly Family                       | DE8 (8 Wo.)DE | AT35 (2 Wo.)AT | CH13 (7 Wo.)CH | — | Erstveröffentlichung: 7. Juni 1999                           |
| 1999 | Saban’s Mystic Knights of Tir Na Nog The Kelly Family         | DE27 (6 Wo.)DE | — | CH47 (1 Wo.)CH | — | Erstveröffentlichung: 4. Oktober 1999                        |
| 1999 | Mama The Kelly Family                                         | DE14 (7 Wo.)DE | AT40 (1 Wo.)AT | CH86 (1 Wo.)CH | — | Erstveröffentlichung: 8. November 1999                       |
| 2000 | I Wanna Kiss You The Kelly Family                             | DE44 (3 Wo.)DE | — | CH79 (1 Wo.)CH | — | Erstveröffentlichung: 28. Februar 2000                       |
| 2002 | I Wanna Be Loved The Kelly Family                             | DE31 (4 Wo.)DE | — | — | — | Erstveröffentlichung: 26. Februar 2002                       |
| 2002 | What’s a Matter You People The Kelly Family                   | DE23 (4 Wo.)DE | — | — | — | Erstveröffentlichung: 13. Mai 2002                           |
| 2002 | Mrs. Speechless The Kelly Family                              | DE31 (3 Wo.)DE | — | — | — | Erstveröffentlichung: 25. November 2002                      |
| 2004 | Flip a Coin The Kelly Family                                  | DE24 (9 Wo.)DE | AT52 (7 Wo.)AT | — | — | Erstveröffentlichung: 25. Januar 2004                        |
| 2004 | Blood The Kelly Family                                        | DE24 (4 Wo.)DE | AT59 (3 Wo.)AT | — | — | Erstveröffentlichung: 16. Mai 2004                           |
| 2004 | Streets of Love The Kelly Family                              | DE52 (3 Wo.)DE | AT72 (2 Wo.)AT | — | — | Erstveröffentlichung: 12. September 2004                     |
| 2014 | Warum hast du nicht nein gesagt Roland Kaiser & Maite Kelly   | DE55 ×5Fünffachgold · (12 Wo.)DE | AT42 Gold · (6 Wo.)AT | CH81 (1 Wo.)CH | — | Erstveröffentlichung: 12. September 2014 Verkäufe: + 765.000 |
| 2016 | Sieben Leben für dich Maite Kelly                             | DE60 Gold · (1 Wo.)DE | AT60 (1 Wo.)AT | CH82 (1 Wo.)CH | — | Erstveröffentlichung: 9. September 2016 Verkäufe: + 200.000  |
| 2021 | One More Happy Christmas The Kelly Family                     | DE35 (1 Wo.)DE | — | — | — | Erstveröffentlichung: 26. November 2021                      |

## Sonderveröffentlichungen

### Lieder
| Jahr | Titel Album                                                                        | Anmerkungen |
| ---- | ---------------------------------------------------------------------------------- | --- |
| 2014 | Warum hast du nicht nein gesagt Seelenbahnen                                       | Erstveröffentlichung: 30. Mai 2014 mit Roland Kaiser                                                                      |
| 2017 | Herzbeat Genau wie du (Bonus Edition)                                              | Erstveröffentlichung: 2. Juni 2017 mit Feuerherz                                                                          |
| 2019 | Klinget hell ihr Glocken Alles oder Dich (Limitierte Super Deluxe Edition)         | Erstveröffentlichung: 31. Oktober 2019 Roland Kaiser feat. Maite Kelly; Original: Benny Andersson – Klinga mina klockor   |
| 2020 | Wir leben Schlager Das ultimative Jubiläums-Best-Of                                | Erstveröffentlichung: 23. Oktober 2020 Jürgen Drews feat. Maite Kelly                                                     |
| 2020 | Liebe lohnt sich (Live) Die Helene Fischer Show – Meine schönsten Momente (Vol. 1) | Erstveröffentlichung: 11. Dezember 2020 Helene Fischer feat. Maite Kelly                                                  |
| 2022 | Das kann nur die Rumba Ku’damm 56 – Das Musical (Deluxe-Edition)                   | Erstveröffentlichung: 24. Juni 2022 Peter Plate & Ulf Leo Sommer feat. Maite Kelly                                        |
| 2022 | Hallo Houston (King & White DJ Mix) Ich würd’s wieder tun                          | Erstveröffentlichung: 29. Juli 2022 Andrea Berg feat. Maite Kelly                                                         |
| 2023 | Am Ende dieser Zeit Geil war’s… Danke Jürgen!                                      | Erstveröffentlichung: 13. Januar 2023 Jürgen Drews feat. Maite Kelly                                                      |
| 2023 | Everytime We Touch Classical 90s Dance 3                                           | Erstveröffentlichung: 1. November 2023 Alex Christensen & The Berlin Orchestra feat. Maite Kelly; Original: Maggie Reilly |

| Jahr | Titel Album                                                       | Anmerkungen |
| ---- | ----------------------------------------------------------------- | --- |
| 2012 | Ein Freund, der zu dir steht Best of Tinker Bell – Disney Fairies | Erstveröffentlichung: 16. November 2012 Original: Demi Lovato – Gift of a Friend                                                                      |
| 2012 | Wenn du nur glaubst Best of Tinker Bell – Disney Fairies          | Erstveröffentlichung: 16. November 2012 |
| 2018 | Mädchen gegen Jungs Bibi & Tina – Star-Edition                    | Erstveröffentlichung: 28. September 2018 als Teil der Bibi & Tina Allstars Original: Louis Held, Lisa-Marie Koroll, Phil Laude & Lina Larissa Strahl  |
| 2018 | Mädchen gegen Jungs Bibi & Tina – Star-Edition                    | Erstveröffentlichung: 28. September 2018 mit Klubbb3 & Barbara Schöneberger Original: Louis Held, Lisa-Marie Koroll, Phil Laude & Lina Larissa Strahl |
| 2018 | No Risk, No Fun Bibi & Tina – Star-Edition                        | Erstveröffentlichung: 28. September 2018 mit Roland Kaiser; Original: Emilio Moutaoukkil & Lina Larissa Strahl                                        |
| 2023 | Am Ende dieser Zeit Geil war’s… Danke Jürgen! (Deluxe Edition)    | Erstveröffentlichung: 13. Januar 2023 mit Florian Silbereisen                                                                                         |

| Jahr | Titel Soundtrack zu                                                                            | Anmerkungen                        |
| ---- | ---------------------------------------------------------------------------------------------- | ---------------------------------- |
| 2013 | So wie du bist Das Märchen von der Prinzessin, die unbedingt in einem Märchen vorkommen wollte | Erstveröffentlichung: 17. Mai 2013 |

### Videoalben
| Jahr | Titel Musiklabel                                          | Anmerkungen                                                                              |
| ---- | --------------------------------------------------------- | ---------------------------------------------------------------------------------------- |
| 2018 | Konzerthighlights der Erfolgstournee 2018 Electrola (UMG) | Erstveröffentlichung: 12. Oktober 2018 Teil von Die Liebe siegt sowieso (Limited Fanbox) |

## Promoveröffentlichungen
| Jahr | Titel Album                                                                | Anmerkungen |
| ---- | -------------------------------------------------------------------------- | --- |
| 2011 | Das volle Programm                                                         | Erstveröffentlichung: 2011                                                                                              |
| 2011 | So wie man tanzt so liebt man Das volle Programm                           | Erstveröffentlichung: 5. August 2011                                                                                    |
| 2013 | Weil du mich lässt Wie ich bin                                             | Erstveröffentlichung: 2013                                                                                              |
| 2018 | Liebe ist Liebe Sieben Leben für dich (Die Gold Edition)                   | Erstveröffentlichung: 9. Februar 2018                                                                                   |
| 2019 | Klinget hell ihr Glocken Alles oder Dich (Limitierte Super Deluxe Edition) | Erstveröffentlichung: 31. Oktober 2019 Roland Kaiser feat. Maite Kelly; Original: Benny Andersson – Klinga mina klockor |
| 2022 | Hallo Houston (King & White DJ Mix) Ich würd’s wieder tun                  | Erstveröffentlichung: 28. Juli 2022 Andrea Berg feat. Maite Kelly                                                       |
| 2022 | Keine Angst Love, Maite – das Beste … bis jetzt!                           | Erstveröffentlichung: 4. November 2022 feat. Giovanni Zarrella                                                          |
| 2024 | Es ist einfach passiert Nur Liebe                                          | Erstveröffentlichung: 8. März 2024                                                                                      |

## Hörbücher
| Jahr | Titel Verlag                                                 | Anmerkungen                                                |
| ---- | ------------------------------------------------------------ | ---------------------------------------------------------- |
| 2015 | Die kleine Hummel Bommel – Du bist du! arsEdition (ARS)      | Erstveröffentlichung: 5. Februar 2015 mit Britta Sabbag    |
| 2016 | Die kleine Hummel Bommel sucht das Glück Der Hörverlag (DHV) | Erstveröffentlichung: 18. Januar 2016 mit Britta Sabbag    |
| 2016 | Die kleine Hummel Bommel feiert Weihnachten arsEdition (ARS) | Erstveröffentlichung: 18. Oktober 2016 mit Britta Sabbag   |
| 2017 | Die kleine Hummel Bommel und die Liebe arsEdition (ARS)      | Erstveröffentlichung: 18. September 2017 mit Britta Sabbag |
| 2018 | Die Baby Hummel Bommel – Gute Nacht Der Hörverlag (DHV)      | Erstveröffentlichung: 27. April 2018 mit Britta Sabbag     |
| 2021 | Die kleine Hummel Bommel und die Liebe Karussell (UMG)       | Erstveröffentlichung: 30. April 2021 mit Britta Sabbag     |
| 2021 | Die kleine Hummel Bommel und die Zeit Karussell (UMG)        | Erstveröffentlichung: 30. April 2021 mit Britta Sabbag     |
| 2021 | Die kleine Hummel Bommel feiert Geburtstag Karussell (UMG)   | Erstveröffentlichung: 16. Juli 2021 mit Britta Sabbag      |
| 2021 | Die kleine Hummel Bommel feiert Ostern Karussell (UMG)       | Erstveröffentlichung: 16. Juli 2021 mit Britta Sabbag      |

## Statistik

### Chartauswertung
Alben als Interpretin
|                     | DE    | AT    | CH    | UK    |
| ------------------- | ----- | ----- | ----- | ----- |
| Nummer-eins-Alben   | DE1DE | AT1AT | CH—CH | UK—UK |
| Top-10-Alben        | DE5DE | AT5AT | CH4CH | UK—UK |
| Alben in den Charts | DE7DE | AT5AT | CH5CH | UK—UK |

|                       | DE    | AT    | CH    | UK    |
| --------------------- | ----- | ----- | ----- | ----- |
| Nummer-eins-Singles   | DE—DE | AT—AT | CH—CH | UK—UK |
| Top-10-Singles        | DE—DE | AT—AT | CH—CH | UK—UK |
| Singles in den Charts | DE2DE | AT2AT | CH2CH | UK—UK |

|                       | DE     | AT     | CH     | UK    |
| --------------------- | ------ | ------ | ------ | ----- |
| Nummer-eins-Singles   | DE1DE  | AT1AT  | CH1CH  | UK—UK |
| Top-10-Singles        | DE4DE  | AT4AT  | CH5CH  | UK—UK |
| Singles in den Charts | DE26DE | AT18AT | CH18CH | UK1UK |

### Auszeichnungen für Musikverkäufe
| Goldene Schallplatte - Japan - 1994: für die Autorenbeteiligung An Angel - Polen - 1999: für die Autorenbeteiligung I Can’t Help Myself Platin-Schallplatte - Polen - 2021: für die Autorenbeteiligung An Angel | 2× Platin-Schallplatte - Norwegen - 1996: für die Autorenbeteiligung I Can’t Help Myself |

Anmerkung: Auszeichnungen in Ländern aus den Charttabellen bzw. Chartboxen sind in ebendiesen zu finden.
| Land/RegionAuszeichnungen für Musikverkäufe (Land/Region, Auszeichnungen, Verkäufe, Quellen) | Gold       | Platin       | Verkäufe  | Quellen                                                    |
| -------------------------------------------------------------------------------------------- | ---------- | ------------ | --------- | ---------------------------------------------------------- |
| Deutschland (BVMI)                                                                           | 5× Gold5   | 6× Platin6   | 2.850.000 | musikindustrie.de                                          |
| Japan (RIAJ)                                                                                 | Gold1      | —            | 50.000    | Einzelnachweise                                            |
| Norwegen (IFPI)                                                                              | —          | 2× Platin2   | 40.000    | ifpi.no (Memento vom 5. November 2012 im Internet Archive) |
| Österreich (IFPI)                                                                            | 3× Gold3   | Platin1      | 97.500    | ifpi.at                                                    |
| Polen (ZPAV)                                                                                 | Gold1      | Platin1      | 60.000    | olis.pl                                                    |
| Schweiz (IFPI)                                                                               | Gold1      | —            | 25.000    | hitparade.ch                                               |
| Insgesamt                                                                                    | 11× Gold11 | 10× Platin10 |           |                                                            |